# Pierre Decock
Pour les articles homonymes, voir Decock.
Pierre Decock est un auteur et dessinateur luxembourgeois d'origine belge, né le 19 août 1959 à Haine-Saint-Paul (La Louvière) en Belgique.
Il commence sa carrière comme historien (divers articles et contributions, dont principalement une étude sur la Dame Blanche, un réseau d'espionnage de la Grande Guerre, ainsi que la biographie de Gabrielle Petit dans la Biographie nationale de Belgique). 

## Biographie
Vers la fin des années 1980, il devient l'un des illustrateurs attitrés de la revue Zack. C'est dans ses pages que vont naître des personnages tels que Tun et Frunnes ou Tom et Tessy. En 1995, sort aux éditions Saint-Paul l'album de bande dessinée Tun & Frunnes. Alles an der Rei, traduit en luxembourgeois par Gaston Zangerlé. 
« En bande dessinée, ce sont des traits assez nets, une ligne claire, une certaine fantaisie qui caractérisent ses planches. Il privilégie les situations comiques, le côté caricatural de ses personnages. »
Ce goût pour l'histoire et pour la mise en scène de personnages va conduire Pierre Decock vers l'écriture. Toccata, son premier roman, est un thriller où se mêlent histoire de la musique et fantastique. Il est paru aux éditions Op der Lay en 2007 et a été accueilli favorablement par la critique : « Une première qui mérite un coup de chapeau, car le résultat est plus qu'honorable (…). Le roman retient surtout l'attention par sa peinture en filigrane de la société luxembourgeoise où cohabitent diverses populations dont l'auteur souligne avec bienveillance les travers. (…) le style vif et plaisant porte sans temps morts le suspens jusqu'à l'épilogue. Ce roman a reçu en 2008 le Prix des lecteurs de la Grande Région. »
En 2009, paraît le roman policier De Profundis, où un jeune policier luxembourgeois d'origine portugaise est aux prises avec un tueur en série. Le deuxième épisode des aventures de Joao Da Costa, In Articulo Mortis, est paru en novembre 2011 aux éditions Guy Binsfeld.
En 2015, Pierre Decock fait un retour à la bande dessinée, avec la sortie de Décke Gas!, une nouvelle série d'aventures de Tun et Frunnes.

## Publications
- Tun et Frunnes, Alles an der Rei, Luxembourg, éditions Saint-Paul, 1996
- Toccata ; Op der Lay, Esch-sur-Sûre ; 2007 ;  (ISBN 978-2-87967-146-8).
- De Profundis… au seuil des ténèbres je t'attendrai ; Op der Lay 157. Esch-sur-Sûre ; 2009 ;  (ISBN 978-2-87967-160-4).
- K (nouvelle), in Gréng getëppelt, blo gesträift (anthologie 2009 des Walfer Bicherdeeg), Luxembourg, 2009, p. 114-119.
- La Dame Blanche. Un réseau de renseignements de la Grande Guerre, Raleigh (USA), lulu.com, 2010, 281 p. (ISBN 978-1-4452-9704-0, lire en ligne)
- Les mésaventures informatiques de Monsieur Bromfiets, lulu.com, 2010 (ISBN 978-1-4452-9434-6)
- L.Schacht (textes), P.Decock et R.Clément (illustrations), Mam Posti um Tour, EPT, 2010 (ISBN 978-2-9599980-3-4)
- Les chroniques de Saharane, lulu.com, 2010 (ISBN 978-1-4457-6019-3)
- Petite musique de nuit (nouvelle), in Saz fir Saz (anthologie 2010 des Walfer Bicherdeeg), Luxembourg, 2010, p. 56-61.
- In Articulo Mortis, Guy Binsfeld, 2011 (ISBN 978-2-87954-247-8)
- Les corbeaux de Greenwood, Guy Binsfeld, 2012 (ISBN 978-2-87954-253-9)
- Petits plaisirs et entourloupes de la langue française, lulu.com, 2014 (ISBN 978-1-291-78369-8)
- Tun, Frunnes a co. Décke Gas, Editions revue, 2015, 40 pp.
- Victor, pierre-decock.com, 2020, 142 p. (ISBN 978-0-244-85191-0)
- Tom an Tessy. De Schlassgeescht vu Befort, pierre-decock.com, 2017 (ISBN 978-2-9199501-0-2)
- Luxembourg Zone rouge, Op der Lay, 2019  (ISBN 978-2-87967-239-7)
- Le réseau Raspoutine, pierre-decock.com, 2020, 142 p. (ISBN 979-8-651-9116-6-0)
- Le carnet noir d'Abel Viaud, pierre-decock.com, 2021  (ISBN 979-8-7068-2504-1)